# Cecilio Acosta
Cecilio Juan Ramón del Carmen Acosta Revete (San Diego de los Altos, 1 de febrero de 1818-Caracas, 8 de julio de 1881) fue un escritor venezolano, además de periodista, abogado, filósofo y humanista.Según el escritor Rufino Blanco Fombona, en su ensayo Estudios Históricos, Acosta nace en 1818, en una pequeña aldea de los Altos Mirandinos conocida con el nombre de San Diego de los Altos.

## Carrera
Cecilio Acosta era hijo de Ignacio Acosta y de Juana Margarita Revete Martínez, nace en el seno de una humilde familia. Su primera educación estuvo a cargo del presbítero Mariano Fernández Fortique. En 1831 ingresa al Seminario Tridentino de Santa Rosa, en Caracas, inicia la carrera sacerdotal y se doctora en Teología y como Abogado de la República. En 1840 abandona, pasa por la Academia de Matemáticas, donde se gradúa de agrimensor. Comienza la carrera de filosofía y derecho en la Universidad Central de Venezuela, recibiéndose luego de abogado.
Obtiene el título de abogado en 1848. Secretario de la Facultad de Humanidades de la UCV (1848), dicta las cátedras de Economía Política y de Legislación Universal Civil y Criminal (1853). Por su temperamento, formación y gustos estéticos vivió apartado de la política. En 1856, publica uno de sus más celebrados ensayos sobre la educación: Cosas sabidas y cosas por saberse.
Comenzó publicando ensayos en periódicos de su país, como La Época y El Centinela de la Patria, alrededor de 1846 y 1847.  A partir de entonces y hasta su muerte, teje las líneas de un pensamiento humanista y liberal. Sus temas son la industria, la propiedad, la inmigración, la electricidad, la imprenta, el vapor, el telégrafo, así como los trabajos de síntesis histórica y discernimiento jurídico cuyo eje es la meditación sobre el progreso y lo civilizado, así como el análisis de la instrucción que requiere Venezuela para alcanzarlos.
Entre 1908 y 1909 se publicaron cinco volúmenes de obras completas, donde se muestran sus variados planteamientos políticos, económicos, sociales y educativos. También escribió poesía, y es recordado por Blanco Fombona con la siguiente aseveración: "... porque fue uno de los mayores prosistas de la lengua castellana en todos los tiempos, porque fue pensador osado, gran jurisconsulto, espejo de rectitud y paradigma de virtud ciudadana...". Además fue redactor del Código Penal de Venezuela.
Lisandro Alvarado describe la personalidad de Cecilio Acosta en su ensayo  "Neurosis de hombres célebres de Venezuela":
“Era de estatura regular, delgado y derecho, de rostro ancho y facciones abultadas, color trigueño encendido, ojos pequeños y vivaces, labios gruesos, pelo liso y negro; nunca usó barba. Vestía siempre de negro, como si tuviese que entrar en cualquier momento a la Academia, y andaba por la calle como abismado en profunda meditación, de manera que solía pasar distraído sin saludar a sus más íntimos amigos. No manifestaba en su conversación, algo monótona, las dotes que le adornaban en la tribuna; repetía una frase hasta la saciedad y giraba alrededor de un pensamiento con aquellas idas y venidas, vueltas y revueltas de la famosa ardilla de Iriarte; en ocasiones, sin embargo, brillaba con una idea radiosa que iluminaba su conversación como un relámpago. Su carácter era casi incalificable; constante en algunas cosas, inconstante en otras; de un corazón sensible e incapaz de odio; su único y grande amor fue el de su buena y virtuosas madre…"
Muere el 8 de julio de 1881. El diagnóstico de su última enfermedad fue ataxia locomotriz, atrofia muscular progresiva, esclerosis de los cordones laterales y reblandecimiento cerebral.
José Martí le dedicó un ensayo publicado en la Revista Venezolana, que disgusta al presidente Guzmán Blanco motivo suficiente para ser expulsado del país.
Su obra queda dispersa hasta 1908 cuando se intenta una primera recopilación; pero es solo a partir de 1940, cuando se procede a la divulgación de sus páginas por medio de varias antologías. En 1981 la Fundación La Casa de Bello preparó la edición de sus Obras completas.
Sus restos descansan, desde 1937, en el Panteón Nacional. Crítico y defensor de las libertades políticas y sociales, dejó escrito en 1868:  "... No queremos que la tiranía, que busca tinieblas, tenga adoradores, ni la ignorancia, que la sirve, prosélitos.".

## Postura religiosa y política
Acosta por su crianza, y estudios teológicos en el seminario, era Católico, en un discurso llegó a afirmar 
"La religión Católica, más que ninguna otra institución, ha sabido dar a los suyos un temple tan superior de alma, que se busca y no se encuentra en las fuerzas naturales. Homero tuvo que fingir a sus héroes invulnerables o dioses, para hacerlos sufridos, valientes y serenos. Morir haciendo ruido, morir soñando en la fama, morir en Farsalia, se comprende: el hombre es capaz alguna vez de dar su sangre por la gloria: pero morir por doctrinas abstractas, morir olvidado de la sociedad, morir sin más testigo que el cielo, solo el Cielo puede inspirarlo. Cambiar el dolor por el renombre, es posible, cambiar el dolor por Dios, solo es de Dios, el martirio alegre y reflexivo, y la confesión que lo prepara, son palmas que no tocan más que al cristianismo" 
Políticamente, era de tendencia bolivariana, federal y democrática. Abogaba entre sus aspiraciones la unión futura con Colombia, sueño del Libertador. Expresa este sentimiento en este fragmento:
"No alzo la mano de este punto, sin celebrar contigo, aunque sea de paso, a Colombia. ¿No es verdad que este pensamiento es una necesidad de la época, un tributo hecho a la historia, una profecía de Bolívar? Después de muchos años de errores, volvemos al evangelio del Grande Hombre. Y no me arguyas con que él centralizó, y nosotros queremos federar, como para hacerme ver la diferencia. Acá para los dos, cada cosa es lo que debe, y tú vas a decirme que es muy cierto."

## Obras
- Cosas sabidas y por saberse o Federación colombiana, tolerancia política, universidades e instrucción elemental y cuestión holandesa (1856). Título original, Cosas sabidas y cosas por saberse, en su primera edición de 1856.
- Caridad o frutos de la cooperación de todos al bien de todos en 1855
- Estudios de Derecho Internacional (Ed. América, 1917)
- Influencia del elemento histórico-político en la literatura dramática y en la novela (póstumo, 1887)
- Obras completas (1908 - 1909)
- Obras completas (ed. definitiva, 1981)

## Reconocimientos
- El Colegio Universitario de Los Teques, “Cecilio Acosta” (CULTCA) fue una Institución creada  el 23 de noviembre de 1971, y transformada en Universidad Politécnica Territorial de los Altos Mirandinos Cecilio Acosta (UPTAMCA) el 17 de marzo de 2014.
- La Universidad Católica Cecilio Acosta es una universidad privada de la Iglesia católica, fundada en el año 1983 en la ciudad de Maracaibo, Venezuela en honor al escritor venezolano.
- La Unidad Educativa Cecilio Acosta en la ciudad de El Vigía, Estado Mérida. Fundada en 1987.